# Vilém Prokop Ubelli ze Siegburgu
Vilém Prokop svobodný pán Ubelli ze Siegburgu (německy Wilhelm Prokop Freiherr Ubelli von Siegburg), uváděn též jako Ubelly (8. července 1799 Praha – 8. dubna 1865 Praha) byl česko-rakouský šlechtic, rakouský právník a soudce. Od mládí působil v justici, svou kariéru zakončil jako viceprezident Vrchního zemského soudu Českého království (1850–1859).

## Životopis
Pocházel ze starého italského rodu Ubelliů usazeného od 17. století v Čechách. Narodil se jako mladší syn c. k. komořího a právníka Václava Michaela Ubelliho (1761–1832), matka Gabriela (1773–1866) byla z české rodiny Vratislavů z Mitrovic. Vystudoval práva a v roce 1819 vstoupil do státních služeb, začínal u zemského soudu v Praze, odkud v roce 1821 přešel k zemskému soudu v Salzburgu. Od roku 1825 působil jako aktuár u Městského a zemského soudu v Gorici. V letech 1831–1834 byl přidělen jako protokolista k lombardsko-benátskému senátu u Nejvyššího soudního úřadu ve Vídni. V roce 1834 byl jmenován zemským radou a přeložen k Civilnímu soudnímu tribunálu do Padovy, v roce 1837 se vrátil do Prahy, kde byl radou u Zemského soudu. 
V letech 1842–1849 působil jako rada apelačního soudu v Praze a v roce 1848 byl jmenován c. k. komořím. Po reorganizaci soudní správy v roce 1849 přešel jako rada k Vrchnímu zemskému soudu v Praze, respektive jeho viceprezident (1850–1859). V roce 1859 byl penzionován. 
Vlastnil statek Drahlovice, nejprve se svými sourozenci, později byl jeho samostatným majitelem. V Praze bydlel v domě č. p. 894 v Panské ulici., jeho posledním bydlištěm byl dům č. p. 851 v ulici Na příkopě (tehdejší Kolowratstraße). Je pohřben na Olšanských hřbitovech.

## Rodina
Byl dvakrát ženatý. Poprvé se oženil v roce 1835 v Praze s Aloisií, rozenou hraběnkou Beroldingenovou, ovdovělou hraběnkou Pace (1798–1838). V roce 1841 se jeho druhou manželkou stala Johanna, hraběnka Vratislavová z Mitrovic (1807–1903). Obě manželky obdržely čestný titul dámy Řádu hvězdového kříže. Z druhého manželství se narodily dvě děti. Dcera Gabriela (1842–1900) byla čestnou dámou Ústavu šlechtičen v Brně. Syn Osvald (1847–1894) byl posledním mužským potomkem rodu Ubelliů (v ženské linii rod vymřel v roce 1928 jeho sestřenicí Johannou).
Z jeho sourozenců vynikl starší bratr Václav Josef (1798–1863), který byl také právníkem a nakonec prezidentem Vrchního zemského soudu pro Moravu a Slezsko (1863–1863). Další bratři Antonín Vilém (1795–1819), Prokop Alois (1802–1875) a František Josef (1804–1845) sloužili v armádě, nejmladší Ludvík (1806–1858) byl státním úředníkem a okresním hejtmanem ve Welsu.